# ماساهيرو أراكي
ماساهيرو أراكي (باليابانية: 荒木雅博؛ بالكانا: あらき まさひろ) هو لاعب كرة قاعدة ياباني، ولد في 13 سبتمبر 1977 في كيكويو ‏ في اليابان.

## وصلات خارجية
- ماساهيرو أراكي على موقع الدوري الياباني لكرة القاعدة (الإنجليزية)
- ماساهيرو أراكي على موقعبيزبول رفرنس.كوم (الدوري الثانوي) (الإنجليزية)
- ماساهيرو أراكي على موقع أوليمبيديا (الإنجليزية)